# VanVelzen

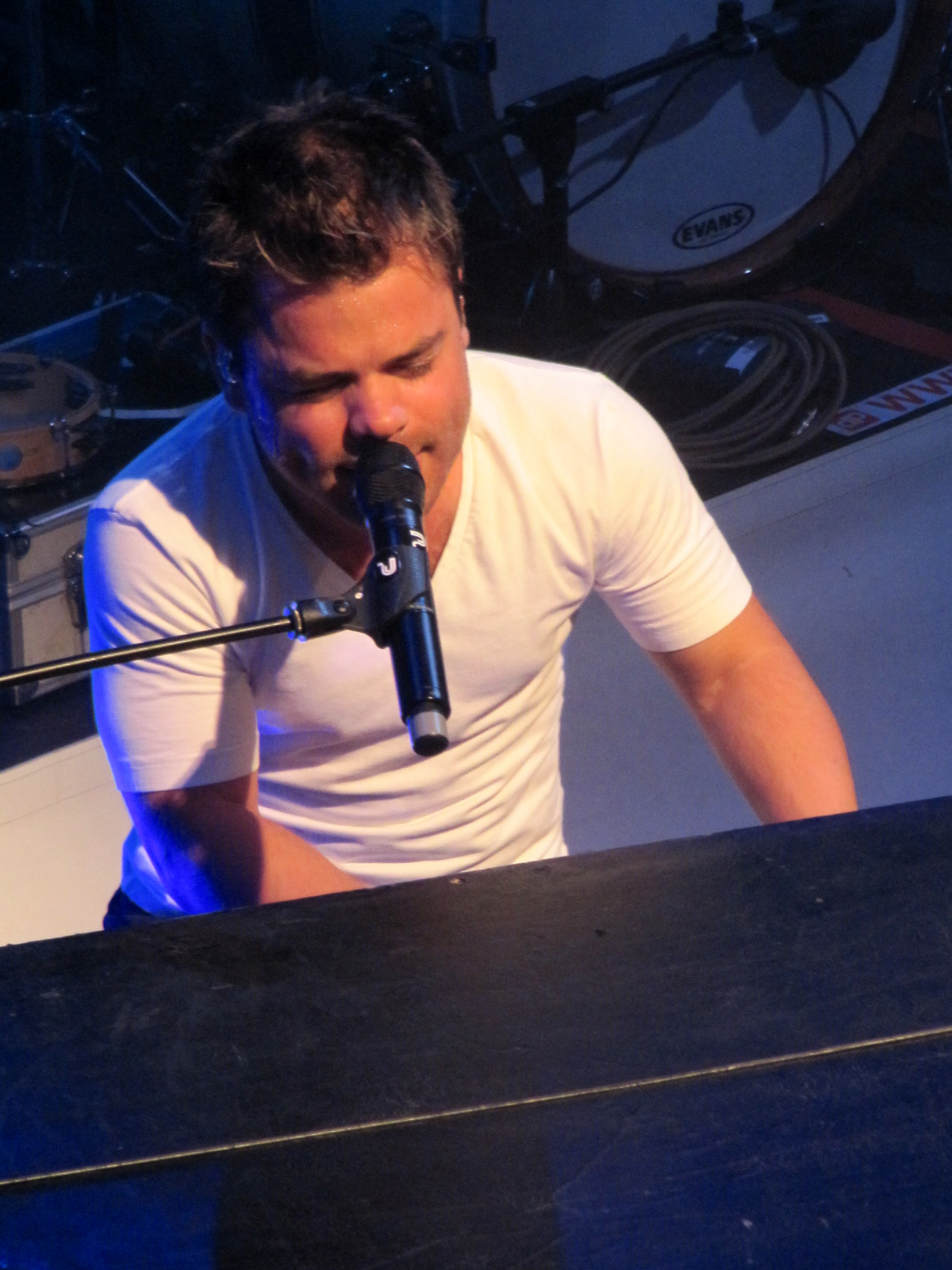
Roel van Velzen bei der Premiere der „Take Me In Tour“ im Paradiso in Amsterdam (2009)

Van Velzen (* 20. März 1978 in Delft, eigentlich Roel van Velzen) ist ein niederländischer Sänger und Songschreiber.

## Biographie
Bereits während seiner Schulzeit sang der nur 1,50 m große VanVelzen in Schulbands. Er komponierte eigene Stücke und schrieb das jährliche Schulmusical. Während seiner Studienzeit wurde die Musik mehr und mehr zu seinem Lebensmittelpunkt. VanVelzen gründete seine eigene Band, „the Goldfish“.
2002 wurde VanVelzen Teil der Theatergruppe Op Sterk Water, mit der er unter anderem zwei Mal auf dem Lowlands-Festival auftrat. Nach der Universität schloss er sich im niederländischen Scheveningen den Crazy Pianos an. Bei einem Auftritt im GelreDome traf er seinen Manager, Ruud H. Vinke.

## Erfolge
Seine Debütsingle Baby Get Higher wurde 2006 in den Niederlanden veröffentlicht und konnte sich im Jahr 2007 als meistgespielte Single im Radio etablieren. Ende August 2008 wurde die Single auch in Deutschland veröffentlicht und erfreute sich dort ebenfalls einer großen Beliebtheit in den Radiostationen.
Im selben Jahr schaffte es sein Debütalbum Unwind in der ersten Woche nach Veröffentlichung direkt auf Platz 1 der niederländischen Album-Top 100. Auf der Bühne singt VanVelzen nicht nur, er spielt ebenso Keyboard, Gitarre oder Schlagzeug. Diverse Preise in den Niederlanden und sein hoch dekoriertes Album „Unwind“ bescherten ihm Auftritte im Vorprogramm von Bon Jovi und Kelly Clarkson. Am „Königinnentag“ spielte er mit seiner Band auf dem Museumplein in Amsterdam vor mehr als 100.000 Menschen.
2009 spielte er als Vorgruppe bei der „The Million Miles Tour“ von Reamonn. Zusammen mit Armin van Buuren trat er 2010 bei der „Buma Harpen-Gala“ der Stichting Buma Cultuur auf, bei der A. van Buuren mit der Gouden Harp (dt.: Goldene Harfe) für 2009 ausgezeichnet wurde.

## Preise und Auszeichnungen
- Unwind wurde mit dem TMF-Award in der Kategorie „Best Album“ ausgezeichnet.
- Mit der Band the Goldfish gewann er 1999 den Heineken Student Music Awards.

## Diskografie

### Alben
- 2006: Unwind (NL: Platin)[1]
- 2009: Take Me In (NL: Gold)
- 2012: The Rush of Life
- 2015: Call It Luck

### Singles
- 2006: Baby Get Higher
- 2006: Burn
- 2007: Deep
- 2007: Shine A Little Light
- 2008: When Summer Ends
- 2009: On My Way
- 2009: Lovesong
- 2009: Broken Tonight (Armin van Buuren feat. VanVelzen)
- 2010: Take Me Where I Wanna Go (Armin Van Buuren feat. VanVelzen)